# Rustem Hoxha
Rustem Hoxha (Durrës, 21 de julio de 1991) es un futbolista albanés que juega de defensa en el F. C. Dinamo City de la Superliga de Albania.

## Trayectoria
Hoxha debutó el 14 de mayo de 2010 como profesional, como jugador del KF Teuta Durrës, en un partido frente al Flamurtari Vlorë de la Superliga de Albania.
En la temporada 2012-13 estuvo cedido en el KS Luftëtari, y en 2017 dejó definitivamente el Teuta para jugar en el FK Kukësi y en el KS Luftëtari, de nuevo.
En 2019 regresó al KF Teuta Durrës.

## Selección nacional
Hoxha fue internacional sub-19 y sub-21 con la selección de fútbol de Albania.

## Clubes
| Club                  | País    | Año       |
| --------------------- | ------- | --------- |
| KF Teuta Durrës       | Albania | 2010-2017 |
| KS Luftëtari (cedido) | Albania | 2012-2013 |
| FK Kukësi             | Albania | 2017-2018 |
| KS Luftëtari          | Albania | 2018-2019 |
| KF Teuta Durrës       | Albania | 2019-2021 |
| KF Ballkani           | Kosovo  | 2021-2023 |
| F. C. Dinamo City     | Albania | 2023-     |

## Palmarés

### Títulos nacionales
| Título               | Club              | País    | Año  |
| -------------------- | ----------------- | ------- | ---- |
| Copa de Albania      | KF Teuta Durrës   | Albania | 2020 |
| Supercopa de Albania | KF Teuta Durrës   | Albania | 2020 |
| Superliga de Albania | KF Teuta Durrës   | Albania | 2021 |
| Superliga de Kosovo  | KF Ballkani       | Kosovo  | 2022 |
| Supercopa de Kosovo  | KF Ballkani       | Kosovo  | 2022 |
| Superliga de Kosovo  | KF Ballkani       | Kosovo  | 2023 |
| Copa de Albania      | F. C. Dinamo City | Albania | 2025 |